# Ritratto di Bernardo Spini
Il Ritratto di Bernardo Spini e il Ritratto di Pace Rivola Spini sono due dipinti olio su tela conservati presso l'Accademia Carrara di Bergamo, il primo raffigura il commerciante di Albino Bernardo Spini, l'altro la moglie Pace Rivola.

## Storia
Bernardo Spini nacque nel 1536, primo dei tre figli di Marcantonio e Camilla de Gaioncellis di Lovere, rappresentante della aristocrazia provinciale che, non avendo titoli nobiliari, fondava sulla ricchezza il proprio prestigio.
Si dedicò alle attività della famiglia commerciando panni, reinvestendo i guadagni in immobili e concedendo crediti. Molti furono gli incarichi assunti nella vita politica cittadina di Albino, diventandone uno dei massimi rappresentanti. Fondatore, grazie ad una sua grossa donazione, al convento dei frati cappuccini di Albino. Fu però un personaggio dalla vita un poco libertina, dal suo testamento si desume che i suoi tre figli nacquero da relazioni extraconiugali.

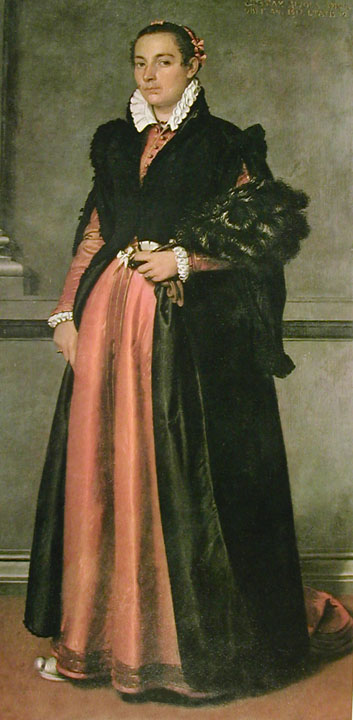
Giovanni Battista Moroni-Pace Rivola Spini

Pace Rivola era nata nel 1541 da Giovanni. A seguito del contratto dotale matrimoniale registrato nel novembre del 1568 dal valore di 200 scudi, divenne moglie di Bernardo Spini il 16 novembre del medesimo anno. Morì nel 1613 pochi mesi dopo il marito.
La datazione dei due dipinti ha avuto nel tempo una diversa identificazione, sicuramente successiva alla data del matrimonio.
I ritratti, che vennero inventariati tra i ritratti del Moroni solo nel XVIII secolo, vennero sicuramente commissionati e realizzati in contemporanea per essere posti nel salone di palazzo Spini ad Albino. Primo a documentarlo fu nel 1720, Giovanni Battista Angelini nel suo Descrizione di Bergamo e successivamente Luigi Lanzi che racconta nella Storia pittorica del 1795 di aver ammirato i due ritratti nella abitazione della famiglia Spini. L'inventario stilato da Guglielmo Lochis nel 1833, li elenca con un terzo dipinto sempre del Moroni descritto come semplice bustro, probabilmente questo è andato perso, forse il ritratto di Pietro Spini, di cui vi è una derivazione di scarso valore nelle Biblioteca Angelo Mai a Bergamo. Se il Locatelli li considerava della miglior maniera del Moroni contrariamente il Gustavo Frizzoni della sua maniera bruna, ma ogni ricerca anche successiva, convalidata dalla Gregori riporterebbe agli anni dal 1570 al 1573 la loro datazione.
Nel 1852 la copia di quadri venne alienata da Ippolita Martinengo Spini a favore dall'Accademia Carrara che non si lasciò sfuggire l'occasione accettando l'offerta.

## Descrizione
I due ritratti fanno parte di quei lavori del Moroni eseguito dopo gli anni '60 quando raggiunse la maturità artistica, libero dai vincoli imposti nelle sue prime opere, riuscendo con una gomma ristretta di colori a rappresentare con grande semplcità la verità, la realtà dei suoi soggetti. Si possono collegare ad altre opere dell'artista come il Ritratto di donna seduta con libro presente in Accademia Carrara, in particolare per le mani eseguite senza il disegno preparatore ma direttamente con la pittura.

### Ritratto di Bernardo Spini
L'iscrizione, anche se apografe, BERNARDUS SPINUS ABYT AN, MDCXII ETATIS LXXXVI, non mette dubbi sulla identicazione del soggetto raffigurato. In questo dipinto il Moroni torna alle figura intera, con tratto sicuro e veloce. Il soggetto si presenta a figura intera che veste alla moda spagnola. Indossa un abito ricamato nero, dove si esaltano il bianco dei polsini, del colletto e del biglietto ripiegato che trattiene nella mano sinistra, mentre la mano destra guantata trattiene il guando suo compagno. Una mantella sulla spalla e la spada sul fianco sinistro e il vistoso berretto ci presentano un soggetto dal volto asciutto e ben curato ma di grande personalità. Alcune caratteristiche del ritratto sono riscontrabili in altri lavori del Moroni come il Ritratto d'uomo conservato alla National Gallery of Canada di Ottawa.
Il ritratto si pone in una ambientazione architettonica elegante, lo sfondo si divide in due parti, quella inferiore orizzontale, con una fascia a mezza altezza leggermente sporgente, dove è posta una semicolonna e elementi in verticale, impianto simile del ritratto del Cavaliere in nero.

### Ritratto di Pace Rivola Spini
Anche su questo ritratto l'iscrizione, PAX RIVOLA SPINUS OBYT AN.1613. ETATIS 72, non vi sono dubbi sulla identificazione del soggetto che è posto a figura intera e che condivide le caratteristiche dello sfondo identiche a quelle dello Spini, anche se non vi si identifica la medesima eleganza del marito. La Rivola è elegantemente vestita, un abito rosso coperto da una sopraveste nera, con grandi tagli alle maniche. Trattiene nella mano destra un grande ventaglio nero, mentre la sinistra viene lasciata a scostare la veste nera sulla gonna, l'abito rìconfernerebbe la datazione dei due quadri ai primi anni degli anni '70 del XVI secolo. Ma malgrado l'eleganza del vestito, il Moroni raffigura una donna comune, una nobildonna ma di provincia che non ha nello sguardo e nell'atteggiamento quella superiorità che era tipica della nobiltà.